# 莎拉·马奎斯
莎拉·马奎斯 (1972年6月20日—)是一位来自瑞士北部的冒险家和探险家。从2010年到2014年， 她走过超过 10,000英里（16,000） 从西伯利亚到戈壁，穿过 中国，老挝，泰国，最后到达 澳大利亚。在2011, 她在TED大会上演讲。在2014年， 她获得 国家地理 (杂志)2014年年度最佳冒险。